# Yolanda Freyre
Iolanda Soares Freire Hinds, conhecida como Yolanda Freyre, é uma artista plástica brasileira nascida em São Luís do Maranhão em 1940.

## Percurso
Iniciou sua formação artística no Rio de Janeiro em 1967, cidade para a qual se mudou para para iniciar tratamento em psicanálise.
Fez sessões de psicanálise com Ewald Mourão. Entrou em contacto com Ivan Serpa, quem a incentivou a frequentar o Centro de Pesquisa em Arte.
Estudou gravura, xilogravura e arte-educação na Escolinha de Arte do Brasil.
No ínicio da década de 1970 mudou-se para Petrópolis onde abriu o seu primeiro Atelier, passando a dedicar-se à pintura e desenho de paisagens locais.
Após a morte do seu irmão às mãos da ditadura militar em meados da década de 1970, passou a abordar temáticas ligadas à violência através de intervenções no espaço público e performances realizadas em pequenas reuniões privadas.
Em 1978 voltou para o Rio de Janeiro onde frequentou a Escola de Artes Visuais do Parque Lage sob a orientação da artista Lygia Pape.
Em 1980 começou a estudar Ciências Sociais na UFRJ mas desistiu, acabando por voltar para Petrópolis para frequentar o Núcleo Experimental de Arte em Petropólis (NEART).
Em 1985 viaja para França onde realiza a exposição Oils and Watercolors movida por um interesse na utilização das cores na arte. Nesse mesmo ano frequenta o Centro de Arte Saint Charles na Universidade Sorbonne.
De regresso ao Brasil durante a segunda metade da década de 1980 volta a interessar-se por temáticas locais, em particular ligadas à sua infância no Maranhão.
Desenvolve práticas artísticas escultóricas em concreto, orientadas por um interesse em geometria e na utilização de materiais.
A partir da década de 1990, o seu trabalho volta-se para a sua própria vivência passando a abordar temas pessoais como a maternidade, a domesticidade, e a memória.
Em 2006 publicou o livro 'O Espelho do Artista', uma reflexão sobre a descoberta interior do artista paralelamente ao seu processo pessoal de produção. 

## Obra

#### Publicações
- 2006 O Espelho do Artista. Editora Companhia de Freud. ISBN 9788577240128.[5]

#### Exposições
- 1974  Pele de bicho ou Alma de flor, Centro de Pesquisa de Arte, Rio de Janeiro, Brasil.
- 1975 Os Passarinhos da Figueira (performance), 13ª Bienal Internacional de São Paulo, Brasil.
- 1978  Mulher, o erótico na natureza, Museu de Arte Moderna do Rio de Janeiro, Brasil.
- 1985  Oils and Watercolors, Université des Sciences et Techniques du Languedoc, Montpellier, França.
- 1991 Vermelhos, Museu Nacional de Belas Artes, Rio de Janeiro, Brasil.
- 1994  In Memoriam Per Vitae, The Pump House Gallery, Londres, Inglaterra.[6]
- 1999 Poemas Visitados Versão Preto e Branco, Galeria Sesc Copacabana , Rio de Janeiro, Brasil.[7][8]
- 2010 Finitúdenes, Um Hino À Vida, Rio de Janeiro, Brasil.
- 2011 Zona Oculta: entre o público e o privado, Centro Cultural Justiça Federal, Rio de Janeiro.[9]
- 2012 Lá vai a Noiva ou a Noiva Despida, Espaço Cultural CEDIM Heloneida Studart, Rio de Janeiro.[10]
- 2017 Radical Women: Latin American Art, 1960–1985. Hammer Museum, Los Angeles, California, Estados Unidos.
- 2018 Mulheres Radicais: Arte Latino-americana 1960-1985. Pinacoteca de São Paulo, São Paulo, Brasil.[11]